# 湖北金粟兰
湖北金粟兰（学名：Chloranthus henryi var. hupehensis）为金粟兰科金粟兰属下的一个变种。

## 扩展阅读
- 維基物種上的相關：湖北金粟兰